# Dorit Urd Feddersen-Petersen
Dorit Urd Feddersen-Petersen (* 12. April 1948 in Rendsburg; † 22. September 2023 in Kiel) war eine deutsche Verhaltenswissenschaftlerin mit dem Forschungsschwerpunkt Verhalten von Tieren aus der Familie der Hunde (Caniden).

## Leben
Dorit Urd Feddersen-Petersen studierte Veterinärmedizin an der Tierärztlichen Hochschule Hannover. 1975 begann sie ihre Dissertation Ausdrucksverhalten und soziale Organisation an Zwergpudeln, Goldschakalen und deren Gefangenschaftsbastarden, betreut von Wolf Herre, am Institut für Haustierkunde an der Christian-Albrechts-Universität zu Kiel. Sie wurde 1978 an der Tierärztlichen Hochschule Hannover promoviert und hat danach in Kiel den Haustiergarten geleitet und die AG „Verhaltensbiologie an Wild- und Hauscaniden“ gegründet, die sie dann führte. Nach Auflösung des Instituts für Haustierkunde setzte sie ihre Arbeit in der Abteilung Funktionsmorphologie und Biomechanik des Zoologischen Instituts der Christian-Albrechts-Universität zu Kiel fort.
Dorit Urd Feddersen-Petersen war Fachtierärztin für Verhaltenskunde und führte die Zusatzbezeichnung Tierschutzkunde. Bekannt wurde sie der Allgemeinheit durch populärwissenschaftliche Publikationen, Fernsehproduktionen und die sogenannte Kampfhunddebatte, in der sie immer wieder als Gutachterin auftrat. Der Fachwelt war sie durch zahlreiche Publikationen und durch ihre Forschungstätigkeit bekannt. Für ihre wissenschaftliche Arbeit erhielt sie 1992 den Felix-Wankel-Tierschutz-Forschungspreis der Universität München. 2013 trat sie in den Ruhestand.
Forschungsschwerpunkte waren unter anderem:
- Verhaltensuntersuchungen bei Verwandten und Vorfahren der Haushunde: (Wölfe, Kojoten, Goldschakale, Rotfüchse) unter vergleichbaren Umweltgegebenheiten.
- Die „Haustierwerdung“ des Hundes, die Domestikation des Wolfes. Sie untersuchte Verhaltensunterschiede zwischen verschiedenen Hunderassen und Wölfen, Kommunikation unter Hunden und Wölfen unter semi-natürlichen, vergleichbaren Umweltbedingungen,  Unterschiede bei der Kooperation und Kompetition, Untersuchungen über die Funktion des Sozialspiels bei Wildcaniden und bei Haushunden.
- Im Rahmen der Kampfhunddebatte erläuterte sie biologische Funktionen von Drohen und Kämpfen bei Wolf und Haushund; sie untersuchte den Einfluss des Menschen auf das Aggressionsverhalten von Hunden.

## Publikationen (Auswahl)
- Ausdrucksverhalten beim Hund, Mimik und Körpersprache, Kommunikation und Verständigung, Franckh-Kosmos 2008 (ISBN 978-3-440-09863-9)
- Fortpflanzungsverhalten beim Hund, Enke Verlag 1994 (ISBN 3-334-60511-6)
- zusammen mit Frauke Ohl: Ausdrucksverhalten beim Hund, Enke Verlag 1995 (ISBN 3-432-28661-9)
- Hunde und ihre Menschen, Franckh-Kosmos 2001 (ISBN 3-440-08882-0)
- Hundepsychologie, Franckh-Kosmos 2004 (ISBN 3-440-09780-3)
- Hundeverhalten
- zusammen mit Helga Eichelberg, J. Unshelm und Wolfram Hamann: Kampfhunde? Gefährliche Hunde? Neue wissenschaftliche Gutachten (ISBN 3-9801545-2-1)
- zusammen mit Gotthard M. Teutsch: Grundlagen einer tierschutzgerechten Ausbildung von Hunden. Gutachten zur Verwendung von Elektroreizgeräten bei der Ausbildung von Hunden aus ethischer und ethologischer Sicht (ISBN 3-9801545-3-X)
- Social Behaviour of Dogs and Related Canids. In: The Behavioural Biology of Dogs, ed. P. Jensen, CAB International, 2007 (ISBN 978-1-84593-187-2)
- Communication in wolves and dogs. In: Encyclopedia of Animal Behavior, ed. Marc Bekoff, Vol. 1, 2004, (ISBN 0-313-32746-7)
- Gutachten zur Haltung von Herdenschutzhunden, Kiel, 2000.